# Acanthopsylla guba
Acanthopsylla guba är en loppart som beskrevs av Smit 1953. Acanthopsylla guba ingår i släktet Acanthopsylla och familjen Pygiopsyllidae. Inga underarter finns listade i Catalogue of Life.